# RCA Records
RCA Records er et af amerikansk pladeselskab, der i dag ejes af Sony Music Entertainment. RCA Records er sammen med Columbia Records og Epic Records blandt Sonys primære pladeselskaber på det nordamerikanske marked. Selskabets navn er en forkortelse af dets tidligere moderselskabs navn, Radio Corporation of America (RCA). RCA Reords er det næstældste pladeselskab i USA, næstefter søsterselskabet Columbia Records.
RCA Records har gennem årene udgivet musik indenfor flere musikgenrer, herunder pop, rock, hip hop, R&B, blues, jazz og country. Af kendte artister, der har udgivet gennem RCA Records er bl.a. Elvis Presley, Duke Ellington, Iggy Pop, Boney M. I de senere år er udgivet bl.a. Justin Timberlake, P!nk, Alicia Keys, Miley Cyrus, Foo Fighters, Britney Spears, A$AP Rocky, A$AP Ferg m.fl.
RCA Records var oprindeligt ejet af RCA, men blev i 1980'erne overtage af General Electric og senere af Bertelsmann Group, der siden blev overtaget af Sony Music. 